# 正岡大介
正岡 大介（まさおか だいすけ、1983年10月10日 - ）は、日本の男性プロレスラー。血液型O型。愛媛県今治市出身。プロレスリングFREEDOMS所属。

## 来歴
2004年11月7日、東海プロレスの対根本薫戦でデビュー。
2006年6月、愛知県刈谷市のDEPに移籍。
2008年4月27日、KAIENTAI DOJO刈谷大会にて房総ボーイ雷斗の持つUWA世界ミドル級王座に挑戦するも奪取ならず。
9月13日、DEP第16戦にて小杉研太とのタッグでYUJI KITO&柴山貴哉を破り、アイモール杯タッグトーナメントを優勝。初代DEP無差別級タッグ王者に認定。
12月31日、後楽園ホールにて行われたプロレスサミットに出場。セミファイナルの6人タッグに抜擢されるもフォールを奪われてしまった。
2009年より、大日本プロレス、D-DASH、BOYS、666等他団体へも積極的に参戦。
6月9日に開催されたD-DASHのウルトラマンティス・ブラック戦にて試合中にヒジを負傷し欠場していたが、9月6日DEPのアイ・モール三好大会で復帰した。
2010年10月のDEP四周年記念興行にて、同年12月をもってプロレスラーを引退することが発表され、12月19日に中スポーツセンターにて引退興行が開催された。今後は競艇選手になることを目標としていくと語った。
しかし、競艇選手の夢は叶わず、フリーランスとして2012年12月にプロレス復帰。道頓堀プロレスを中心に、2013年にはK-DOJOやVKFやFREEDOMSなどとインディー団体にも参戦し、2014年1月8日よりFREEDOMSに入団した。なお入団後もフリー時代に参戦していた道頓堀プロレスには継続参戦し、大日本プロレス大阪大会にも時折参戦している。また同年のデスマッチトーナメントに参戦し、以降そのままデスマッチ戦線にも加わって活動している。
2016年5月2日、KING of FREEDOM WORLD選手権王座の第6代王者決定戦で葛西純と対戦し敗北。しかし同年12月26日の同王座戦でビオレント・ジャックを破りベルト獲得した。
2017年1月3日、新木場での「ダムズ初め2017 新春！お年玉争奪ワンデートーナメント」では吹本賢児、力、杉浦透、進祐哉を破り優勝。
8月27日の後楽園ホール大会では、KING of FREEDOM WORLD選手権王座の防衛戦を行い、ミエド・エクストレモと対戦。エクストレモと頭突き合戦を行い、途中蛍光灯束を抱えたままコーナーからのスパニッシュフライを繰り出し、最後は剣山テーブルへのスパニッシュフライで3カウント。記録は19分22秒で片エビ固め。試合後、正岡は「ミエド、俺はアイツに惚れた。なんでこんなにやりたいと思う相手が目の前からいなくなるんだよ!?何度でも何度でもやりたい、組んだっていい。ダムズまた来いよ!」と、この試合を持って帰国となるエクストレモは「ササキサン、ワンチャンス!モウイッカイ、オネガイシマス!」と、それぞれ再戦を所望した。
2019年1月、アメリカGCWへの遠征中に膝を負傷し、以降長期欠場。
2020年6月10日の新木場1stRING大会で1年5ヶ月ぶりに復帰した。
2022年3月29日、FREEDOMS後楽園ホール大会で、葛西純を破りKING of FREEDOM WORLD選手権王座2度目の戴冠、第15第王者となった。試合後、初防衛戦の相手に杉浦透を指名。
2022年5月3日、FREEDOMS横浜武道館大会で、KING of FREEDOM WORLD選手権王座の防衛戦を杉浦透と行い、初防衛。
2022年5月27日、FREEDOMS後楽園ホール大会で佐久田俊行を破り2度目の防衛。
2022年8月29日、FREEDOMS後楽園ホール大会で、ドリュー・パーカーに敗れ、3度目の防衛に失敗し、王座陥落。
2024年7月、家庭の事情により興行へのフル参戦を年内一杯と発表。

## 得意技
ムーンサルトプレス
リバーススプラッシュ式セントーン
仰向けになった相手にリングに背を向けた状態でコーナーのトップロープを掴み、コーナーのセカンドロープに登って反動をつけてジャンプして体を横方向へと180度捻って仰向けになった相手の上に背中から落下する。
ダイナスター
WA4と同型。
ロクーラ改
ランニングダブルニーアタックと同型。仰向けになった相手の上半身を引き起こして尻餅をつかせた状態にして相手と距離をとって助走してジャンプしながら両膝を突き出すように両膝を折り畳み、突き出した両膝を相手の顔面目掛けて叩き込む。
トランスレイヴ

## タイトル歴
- DEPタッグ王座
- 道頓堀最強タッグキング優勝
- KING of FREEDOM WORLD王座（第8・15代）
- KING of FREEDOM WORLD TAG王座（第9・14・15代）